# Vollenhoven
Vollenhoven is een landgoed in De Bilt in de provincie Utrecht. Het is een van de eerste buitenplaatsen van de Stichtse Lustwarande.
Oorspronkelijk een uithof van het klooster Oostbroek, werd het in 1651 verkocht door Gerard van Reede van Nederhorst aan Peeter Wtenbogaert uit Utrecht. 
In 1774 kwam het huis in bezit van Willem René van Tuyll van Serooskerken, een broer van Belle van Zuylen. Het huis heeft dan twee verdiepingen en een fraaie tuin. Drie jaar later liet hij door de Franse architect M. de Malhortie een ontwerp maken voor een nieuw huis, maar het is niet duidelijk of dit ook uitgevoerd is.
In 1800 werd Pieter de Smeth (1753-1809)  eigenaar. Hij liet een nieuw huis bouwen, inclusief een aantal bijgebouwen, zoals een koetshuis, een oranjerie en een ijskelder. Ook liet hij een nieuw park in de Engelse landschapsstijl aanleggen dat vermoedelijk door Hendrik van Lunteren is vormgegeven. Na De Smeths dood verkochten zijn erfgenamen het aan Jan Willem van Loon.
In 1827 werd het gekocht door Godert Alexander Gerard Philip baron van der Capellen, heer van Berkenwoude en Achterbroek na diens terugkeer uit Nederlands-Indië; hij overleed er in 1848.
Het landgoed is sindsdien weinig veranderd. Vollenhoven is daardoor een van de weinige Nederlandse landgoederen waar veel oorspronkelijke elementen bewaard zijn gebleven. In 1997 is Vollenhoven beschermd monument geworden.
Na jarenlang in eigendom te zijn geweest bij de familie Van Marwijk Kooij kwam het landgoed in 2022 in handen van de familie Kneepkens die in het gebouw appartementen voor vitale ouderen wil creëren, met handhaving van het karakter van het monument.